# Reina (Spanyolország)
Reina egy község Spanyolországban, Badajoz tartományban. Reina Guadalcanal, Fuente del Arco, Trasierra, Casas de Reina, Puebla del Maestre, Berlanga és Valverde de Llerena községekkel határos. Lakosainak száma 142 fő (2024).

## Népesség
A település népessége az utóbbi években az alábbiak szerint változott:
| Lakosok száma | 224  | 198  | 194  | 201  | 194  | 180  | 166  | 153  | 151  | 142  |
|               | 2001 | 2004 | 2006 | 2009 | 2011 | 2014 | 2016 | 2019 | 2021 | 2024 |